# Нортамберленд (графство, Онтаріо)
Графство Нортамберленд (англ. Northumberland County) — графство у провінції Онтаріо, Канада. Графство є переписним районом та адміністративною одиницею провінції.
Європейськими поселенцями на терені сьогоденного графства були втікачі-лоялісти з 13 колоній британських колоній в Америції, що пізніше об'єдналися у США, в кінці 18 століття. Король виділив ділянки землі для поселенців за номінальні суми (з умовою обробки її за певен час). Після Війни 1812 року Кобург став важливим центром для комерційної діяльності та точкою висадки для європейських іммігрантів, що прибували на пароплавах.

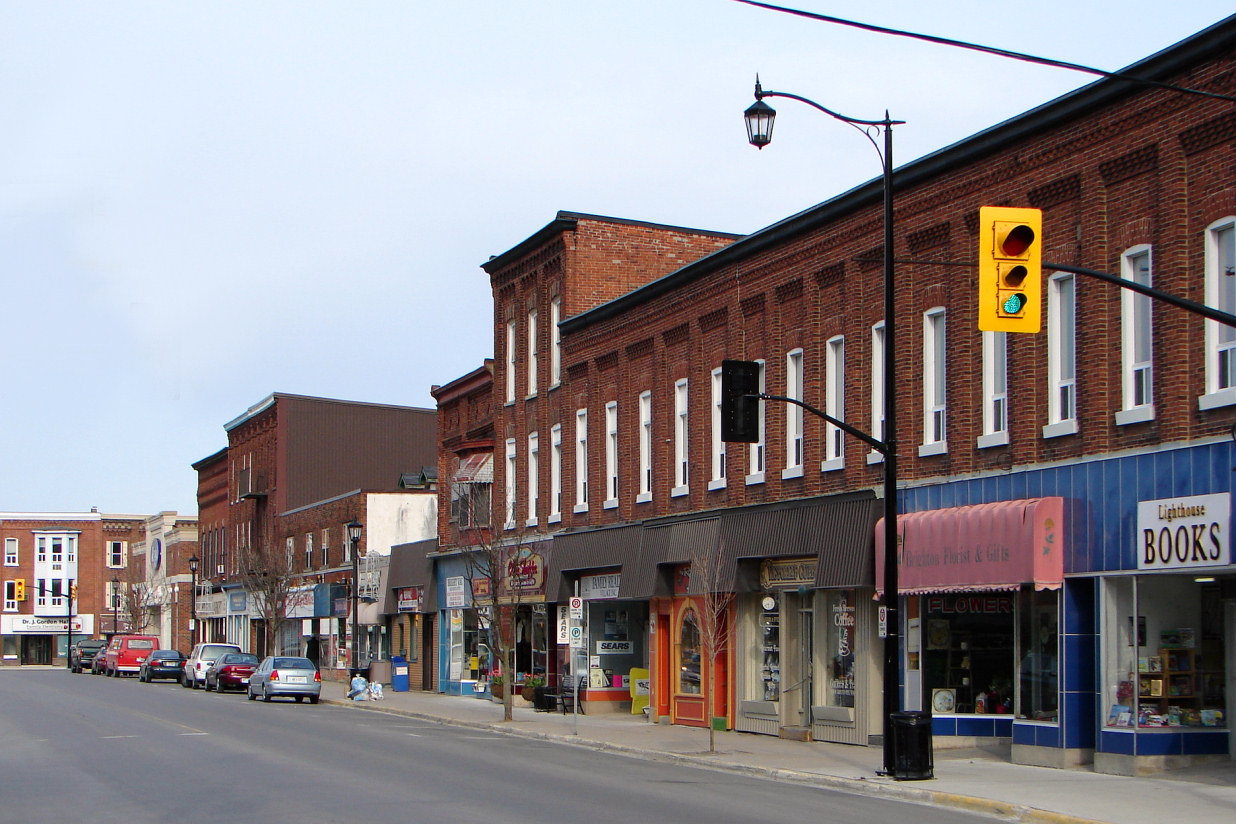
Брайтон, Онтаріо

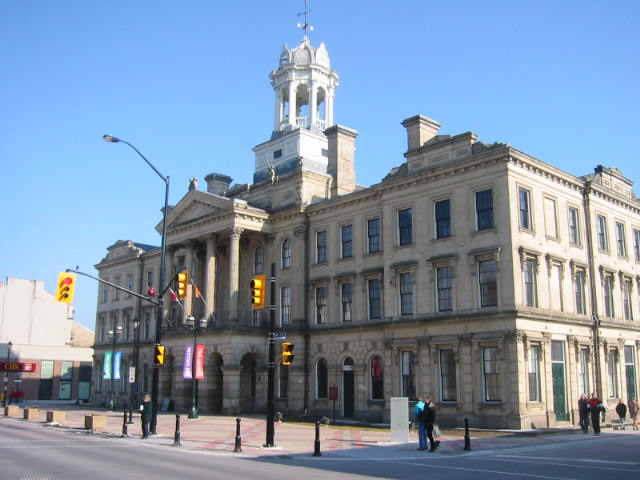
Вікторія-Голл (міська рада) у Кобурґу, Онтаріо

## Адміністративний поділ
Графство Нортамберленд складається з 7 муніципальних утворень:
- Муніципалітет (містечко) — Брайтон (англ. Brighton)
- Містечко — Кобург (англ. Cobourg)
- Муніципалітет — Порт-Гоп (англ. Port Hope)
- Муніципалітет (містечко) — Трент-Гіллс (англ. Trent Hills)
- Містечко — Алник/Галдіманд (англ. Alnwick/Haldimand)
- Містечко — Крамаге (англ. Cramahe)
- Містечко — Гамільтон (англ. Hamilton)

Індіанська резервація:
- Перша Нація Алдервіль (англ. Alderville First Nation)